# SV Röchling Völklingen
SV Röchling Völklingen is een Duitse voetbalclub uit Völklingen, Saarland.

## Geschiedenis
FC Völklingen werd in 1906 opgericht en veranderde in 1912 zijn naam in SV Völklingen, door de Eerste Wereldoorlog werd de club in 1916 opgedoekt.
Op 24 maart 1919 werd VfB Völklingen opgericht, in augustus van dat jaar veranderde de club zijn naam in SV Völklingen 06 ter nagedachtenis van de oude club. De club was aangesloten bij de Zuid-Duitse voetbalbond en speelde vanaf 1919 in de hoogste klasse van de Saarcompetitie. De club eindigde eerst laatste en dan in de lagere middenmoot. In 1921 voerde de bond de Rijnhessen-Saarcompetitie in als nieuwe hoogste klasse. Deze bestond aanvankelijk uit vier reeksen en werd over twee seizoenen teruggebracht naar één reeks. De club overleefde de eerste schifting met een derde plaats, maar in het tweede seizoen werden ze slechts zesde waardoor ze degradeerden. Het duurde tot 1932 vooraleer de club opnieuw kon promoveren, naar de inmiddels heringevoerde Saarcompetitie. De club eindigde voorlaatste en door de invoering van de Gauliga na dit seizoen degradeerde de club.
Na de Tweede Wereldoorlog werden alle Duitse clubs opgedoekt. De club werd heropgericht als Spiel und Sportgemeinde Völklingen. In 1951 werd de oude naam opnieuw aangenomen. De club speelde in 1947/48 in de Oberliga Südwest en de volgende 3 jaar in de Ehrenliga Saarland (Saarland was enkele jaren lang onafhankelijk van Duitsland). De volgende 8 jaar werden in de Amateurliga Saarland (3de klasse) doorgebracht. In 1961 promoveerde de club naar de 2de klasse en werd geselecteerd voor de Regionalliga (II) die in 1963 opgericht werd samen met de Bundesliga.
De club speelde daar tot 1974 (het hele bestaan van de Regionalliga als 2de klasse), in 1972en 1973 werd de club vicekampioen en nam deel aan de eindronde voor promotie maar kon die niet afdwingen. Dan werd de 2. Bundesliga opgericht en speelde de club daar 3 seizoenen tot ze zich terugtrokken naar de Amateurliga Saarland. In 1979 keerde de club nog voor één seizoen terug maar degradeerde opnieuw en ging het bergaf. In 1982 speelde de club al in de 4de klasse. De club kon in 1983/84 nog een seizoen terugkeren maar zakte dan weg.
De club keerde in 2002/03 weer naar de Oberliga terug, die intussen een 4de klasse was geworden, maar na 1 seizoen degradeerde de club opnieuw en speelde sindsdien in de Verbandsliga, de vijfde klasse en vanaf 2008 de zesde klasse. In 2011 promoveerde de club. In 2017 promoveerde de club naar de Regionalliga, maar kon daar het behoud niet verzekeren. Voor het seizoen 2021/22 trok de club zich terug uit de Oberliga maar kreeg geen startbewijs voor de Saarlandliga in het daarop volgende seizoen. Daarna werd het wedstrijdgebeuren opgeheven.